# Vittorio Polli
Vittorio Polli (Zogno, 21 dicembre 1908 – 27 luglio 2007) è stato un imprenditore, letterato collezionista d'arte italiano.

## Biografia
Vittorio Polli nacque a Zogno il 21 dicembre 1908, terzo dei quattro figli di Paolo e Franca Trezzi. I genitori provenivano dal Verbano e precisamente da Intra. Il padre che era stato ufficiale d’artiglieria si trasferì in Valle Brembana nel 1907 per iniziare un’attività manifatturiera tessile.
Nel 1924 all’età di soli 48 anni il padre morì e Vittorio poté continuare gli studi classici con l’appoggio del fratello Vincenzo che appena diciannovenne, diplomato ragioniere, si pose alla guida dell’industria di famiglia la Manifattura di Valle Brembana. In seguito Vittorio si iscrisse alla facoltà di legge presso l’Università Cattolica di Milano, si laureò in giurisprudenza e divenne avvocato, perfezionandosi in diritto internazionale e diritto comparato. Gli studi giuridici non gli fecero trascurare l’amore per la storia, l’arte e le tradizioni. Passioni che progredirono nel tempo con la frequentazione del maestro Gianandrea Gavazzeni, che diventerà suo cognato in quanto sposerà la sorella Mariuccia.
La famiglia, dopo la morte del padre, si trasferì a Bergamo e qui Vittorio il 22 aprile 1939 sposò Anna Maria Stoppani, figlia del fondatore del Colorificio Stoppani di Sarnico. Nel dopoguerra affiancò il fratello Vincenzo nella conduzione della Manifattura di Valle Brembana, un cotonificio sito ai Piani del Maglio a Zogno Egli si occupò prevalentemente degli aspetti giuridici e dei problemi legali dell’azienda.
Successivamente si trasferì a Milano per condurre la SACIT che produceva camicie da uomo. In seguito trasferì l’azienda ad Arcore con il nome di CIT, quindi fondò la TUSTE di Villongo, società per la produzione di cavi elettrici.
Nei primi anni sessanta, Vittorio Polli ritornò a Bergamo e nella Città Alta acquistò un antico palazzo costruito nel 1500 ma in stato di completo abbandono, lo ristrutturò per adibirlo a residenza principale sua e di sua moglie.
Nell’autunno del 1968 Vittorio Polli, con la collaborazione di alcuni volontari, fondò nella sua casa natale di Zogno un museo di arti, mestieri e tradizioni popolari chiamato Museo della Valle. Il lavoro per restaurare ed adattare l’immobile, acquisire, pulire e risanare gli oggetti ed infine esporli durò parecchi anni. L’inaugurazione ufficiale avvenne nel marzo del 1979.
Nel 1980 la Soprintendenza Archeologica della Lombardia concesse il deposito dei reperti archeologici rinvenuti sul territorio di Zogno e venne inaugurata La Sezione Archeologica del Museo. Il 15 aprile 1982 il Museo ricevette a Stoccolma il premio “European Museum of the Year Award” come il miglior museo europeo dell’anno 1981 a cura del Consiglio d’Europa. Nel 1986 la Regione Lombardia con DPGR 1/R/86LEG del 14 marzo dichiarò il Museo della Valle Ente Morale e più recentemente lo inserì nel novero ristretto dei musei riconosciuti dalla Regione.

### Opere monografiche di Vittorio Polli
- L’amore dei poeti. Edizioni “Il luminello”, Milano.
- Cavalleria. Il Selvaggio editore, Roma,1936.
- Guida inutile di Bergamo. Istituto Italiano d’Arti Grafiche editore, Bergamo, 1944.
- Memoria del Cimitero di Valtesse. Stamperia Conti, Bergamo, 1952.
- Sagrati intorno al mio paese. Stamperia Conti, Bergamo, 1959.
- Francesco Nullo. Istituto Civitas Garibaldina, Bergamo, 1964.
- Muffa di Provincia. Stamperia Conti, Bergamo, 1965.
- Garibaldi. Periodici Mondatori, Milano, 1967 e 1971.
- Garibaldi, Giuseppina Raimondi, Gigio Caroli. Istituto Civitas Garibaldina, Bergamo,1969.
- Donizetti. Centro di Studi Donizettiani, Poligrafiche Bolis, Bergamo, 1969.
- Le immortali - Anita Garibaldi. Edizioni Mondatori. Milano, 1970.
- La Piccola Patria. Il Museo della Valle editore, Zogno, 1972.
- Diavoli, pitocchi e streghe. Il Museo della Valle editore, Zogno,1974. Ripubblicato nel 1986.
- Il Castello del Colleoni a Malpaga e i suoi affreschi. Monumenta Longobardica, Bergamo, 1975
- Genti e Contrade. Il Museo della Valle editore, Zogno,1976. Ripubblicato nel 1994.
- Lettera a Giulio Masseroni Pittore. Il Museo della Valle editore, Zogno, 1979.
- Nascita del Museo della Valle. Il Museo della Valle editore, Zogno,1979.
- Carri carrozze e cavalli. Museo della Valle editore, 1980.
- La sezione Archeologica del Museo della Valle. Il Museo della Valle editore, Zogno,1980.
- Le farfalle nella vallata del Brembo. Il Museo della Valle editore, Zogno1982.
- Cornello dei Tasso in Valle Brembana. Museo della Valle editore, Zogno, 1982.
- Guida alla visita del Museo della Valle. Il Museo della Valle editore, Zogno,1983.
- La Crosta della Terra. Dall’Oglio editore, Milano, 1984. Ripubblicato presso Badini & Castaldi, Milano,1988.
- Lunario Brembano. Edizione Museo della Valle, Zogno, 1985.
- Antonio Locatelli. Edizioni Bolis, Bergamo, 1986. Ripubblicato nel 1983 e ristampato nel 2007.
- Lumi, lanterne, candelieri. Il Museo della Valle editore, Zogno, 1989.
- Manoscritti, incunaboli, cinquecentine. Il Museo della Valle editore, Zogno, 1990.
- Dittici Trittici Polittici. Edizioni Bolis, Bergamo,1992.
- Mauro Codussi architetto bergamasco. Edizioni Bolis, Bergamo, 1993.
- Leggende di Val Brembana. Prefazione del libro di U. Zanetti, ediz. Bolis, Bergamo, 1983.
- Le tarsie di San Bartolomeo in Bergamo del frate Damiano Zambelli. Ferrari editrice, Clusone, 1995.
- I Cinque Zognesi dei Mille. Il Museo della Valle editore, Zogno, 1996.
- Amare le cose perdute. Ferrari editrice, Clusone, 1996.
- Opus Miraguli. Il Museo della Valle editore, Zogno, 1997.
- Le antiche case e la loro gente, Il Museo della Valle editore, Zogno, 1999.
- Zogno ai suoi caduti della Grande Guerra. Il Museo della Valle editore, Zogno, 1999.
- Zogno ai suoi caduti e Dispersi della seconda guerra mondiale, Il Museo della Valle, editore, Zogno, 1999.
- Un monumento da salvare. Il Museo della Valle editore, 2000.
- Dominique Vivant Denon. Museo della Valle Editore in Zogno, 2001.
- I Presepi di Rino Berlendis. Museo della Valle Editore in Zogno, 2001.